# トマス・アダムス (連合規約署名者)
トーマス・アダムス（Thomas Adams、1730年 – 1788年8月）は、バージニア植民地〜バージニア州の政治家、実業家。
アダムスは、1730年にバージニア植民地のニューケント郡に生まれた。政治家としての経歴の第一歩は、ヘンライコ郡の事務官であったが、後にはバージニア植民地立法府下院 (The Virginia House of Burgesses) の議員となった。アダムスは、イングランドに幅広く様々な事業上の権益をもっており、その関係で1763年にイングランドへ赴いていたが、アメリカ合衆国の独立の動きが始まる前にバージニアに戻ってきた。1774年、アダムスはニューケント郡の安全委員会の委員長となり、同年5月27日にバージニア規約に署名した。
アダムスは、1778年と1779年の（第2次）大陸会議にヴァージニア代表として選ばれ、連合規約に署名したひとりとなった。また、1783年から1786年まで、バージニア州議会上院議員に選出されていた。1788年8月、アダムスはバージニア州オーガスタ郡にある自分の所有地「カウパスチャー (Cowpasture)」で死去した。